# Na Hye-sok
Na Hye-seok (18 avril 1896-10 décembre 1948) est une peintre et écrivaine de Corée. Elle a eu un rôle de pionnière en tant que première Coréenne à réaliser des peintures à l'huile de style occidental. Elle est aussi une des premières représentantes du féminisme dans son pays. Son nom de plume était Jeongwol (정월, lune brillante), son nom de courtoisie Myeongsun (명순).

## Biographie
Na Hye-seok est née en 1896 à Suwon dans la province du Gyeonggi. Issue d'une riche famille, elle présente très tôt des talents artistiques. Elle fréquente un lycée pour filles dont elle sort en 1913. La Corée venant d'être annexée par le Japon depuis quelques années (en 1905), elle indique son souhait d'étudier la peinture occidentale à Tokyo. Son frère aîné y étudiant déjà, son père accepte.
Elle s'y investit, outre sa formation artistique, dans l'association des étudiantes coréennes au Japon et publie ses premiers textes dans le journal de cette association. Un de ses textes, « Une femme idéale »,  est un article dénonçant le concept traditionnel de la bonne épouse, sage mère. 
Na Hye-seok retourne à Séoul en 1918, échappe à un mariage souhaité par sa famille, travaille comme professeur d'art et publie Gyeonghee, une nouvelle lui permettant de développer ses réflexions sur la place de la femme,. Elle participe également au soulèvement du 1er mars 1919 contre les Japonais et est incarcérée pendant quelques mois. Elle épouse un diplomate, Kim Woo-young, en 1920 et présente en mars de l'année suivante la première exposition d'une artiste coréenne. Elle participe également au premier journal féministe en Corée, Sin yŏja (« Femme nouvelle »), inspiré d'un journal japonais, Seitō.
Elle remporte ensuite de nombreux prix avant de partir avec son époux et ses enfants,  en 1927, en Europe.  Cependant, une affaire survient qui fait scandale dans la communauté coréenne. Alors qu’elle est à Paris, elle est accusée par son mari d’adultère avec Choi Rin, l’un des dirigeants du mouvement spirituel cheondoïsme.
Celui-ci, loin de démentir, publie un texte salace décrivant leur relation. Si certaines sources font l'hypothèse qu'elle ait été victime de sa réputation de femme insoumise et libertaire, son honneur est brisé ainsi que sa carrière d'artiste. Le mouvement féministe naissant en Corée accuse également le coup. Son mari obtient le divorce en 1931, et elle n'est plus autorisée à revoir ses enfants,.
Elle écrit en 1934 un texte sur cette affaire, « la confession d'un divorce », un article dans lequel elle questionne l'inégalité des sexes, mais qui accentue la réprobation la concernant, sur sa supposée conduite. Elle y évoque en effet l'idée d'une période test avant mariage pour mieux connaître son compagnon, mais parler de sexualité et mettre en avant l'idée de relations hors mariage choquent une bonne partie de la société coréenne de l'époque,. Elle vit quelque temps de la publication d'articles dans une revue, Samch'ŏlli, qui continue à accepter ses écrits sur les voyages et sur le féminisme. Mais esseulée, elle meurt à l'âge de 52 ans dans un hôpital pour sans-abri en 1948 à Séoul. On ne sait pas où elle a été inhumée.

## Postérité
Son sort a été utilisé pendant plusieurs décennies pour mettre en garde les nouvelles générations de Coréennes tentées par une carrière littéraire ou artistique. Un demi-siècle plus tard, elles sont pour autant devenues majoritaires dans ce genre de filière, à l’origine plutôt réservées aux hommes. 
Une rétrospective de ses créations picturales a été exposée en 2000 au Centre des arts de Séoul et ses peintures se vendent désormais à des prix élevés.
Google a émis par ailleurs un doodle le 28 avril 2019 pour le 123e anniversaire de sa naissance .

## Œuvres
- Na Hye-seok Jeonjip (나혜석전집, 羅蕙錫全集)
- Partir en voyage de noces, la tombe du premier amour (첫사랑의 무덤으로 신혼여행을 떠나다)
- Gyeonghee (경희).
- Jeongsun (정순)